# سيرينا دالريمبل
سيرينا دالريمبل هي ممثلة فلبينية، ولدت في 7 سبتمبر 1990 في مانيلا في الفلبين.

## أعمال

### أفلام
- (1999) كان ياما كان

## وصلات خارجية
- سيرينا دالريمبل على موقع IMDb (الإنجليزية)
- سيرينا دالريمبل على موقع قاعدة بيانات الفيلم (الإنجليزية)